# John Krovoza
John Krovoza je americký violoncellista. V letech 1994 až 1997 vystupoval s řeckým hudebníkem Yannim. V roce 2006 odehrál turné se skupinou Dixie Chicks. Během své kariéry spolupracoval s mnoha dalšími hudebníky rozličných žánrů, mezi které patří Ray Charles, Taylor Swift, John Cale, Christina Aguilera, Kanye West, Barry Manilow, Rusty Anderson nebo skupiny Black Light Burns a Belle and Sebastian. Rovněž je členem smyčcového kvarteta Vitamin String Quartet, které se specializuje na písně různých rockových a popových hudebníků, jako například Nirvana, The Doors a The Killers.